# 贡特尔·冯·哈根斯
贡特尔·冯·哈根斯（Gunther von Hagens，1945年1月10日—）是一位德国的解剖学家，因为发明了争议极大的生物塑化技术保存生物组织标本而闻名。他也是人体世界科普展览的组织者。

## 生平
贡特尔·冯·哈根斯生于今天波兰的卡利什附近的 Skalmierzyce（当时叫Alt-Skalden，属纳粹德国），出生时名字叫做Gunther Gerhard Liebchen。父亲曾为纳粹德国党卫军充当过厨师。
1965年至1968年他在民主德国的耶拿大学医学系学习。在大学期间，哈根斯开始对共产主义和社会主义产生怀疑，还参加过抗议华约组织军队入侵捷克斯洛伐克的学生示威游行。1969年哈根斯在逃往西方途中在捷克斯洛伐克与奥地利边境被捕，然后被关押在民主德国的格拉和哥格布斯堡集中营达两年之久。1970年8月联邦德国政府用赎金把哈根斯买到西德，他才得以在吕贝克大学继续学习医学。1975年在海德堡大学获得博士学位。1978年他开始在海德堡大学解剖研究所开始从事解剖研究。
1998年到中国大连，在薄熙來市長本人審批下成立冯·哈根斯生物塑化（大连）有限公司，通过其发明的生物塑化技术，主要从事人类尸体加工，通过解剖、脱水、切片定型等程序将人的尸体制成标本，尸体来源不明。。收到的尸体用于人体标本展览，这种行为也引起了不小伦理方面的争议。受到中国政府在2006年颁布《尸体出入境和尸体处理的管理规定》的影响，工厂在2012年初关闭 。
2008年，哈根斯患帕金森氏症，健康恶化。

## 相關
- 谷開來
- 陳偉杰
- 喬高-麥塔斯調查報告（即關於指控中共摘取法轮功學員器官的獨立調查報告）
- 蘇家屯事件